# Sinistro Mietitore
Il Sinistro Mietitore (Grim Reaper), il cui vero nome è Eric Williams, è un personaggio dei fumetti creato da Roy Thomas (testi), John Buscema (disegni) e Vince Colletta (schizzi), pubblicato dalla Marvel Comics. La sua prima apparizione avviene in Avengers (vol. 1) n. 52 (maggio 1968).
Sanguinario e problematico fratello maggiore di Simon Williams (Wonder Man), il Sinistro Mietitore è uno degli avversari più ricorrenti dei Vendicatori essendo, nel corso della sua vita editoriale, morto e resuscitato in molteplici occasioni.

## Biografia del personaggio

### Origini
Nato a Paterson, New Jersey, dai magnati dell'industria bellica Sanford e Martha Williams, Eric cresce in una famiglia disfunzionale segnata da una madre disturbata che, considerandolo la "pecora nera" della famiglia in quanto "nato cattivo", riversa tutto il suo affetto sul figlio minore, Simon, nonché da un padre rigido ma troppo pigro per inculcare la disciplina al proprio primogenito il quale, con gli anni, diviene quindi tanto ribelle e sadico da dar fuoco all'intera casa per diletto. Una volta adulto, Eric intraprende la carriera criminale trasferendosi a Las Vegas e affiliandosi al Maggia mentre Simon eredita la società di famiglia scoprendola sull'orlo del fallimento poiché incapace di competere con le Stark Industries; nel disperato tentativo di salvarla, si rivolge dunque a Eric ottenendo una grossa somma di denaro rubato da investire ma tale manovra, oltre a risultare vana, viene scoperta dalla polizia federale portando all'arresto di Simon che, in carcere, viene avvicinato dal Barone Zemo e dotato di superpoteri così da costringerlo, facendo leva sulla sua sete di vendetta verso Tony Stark, ad affrontare i Vendicatori con l'identità di "Wonder Man" venendo, apparentemente, ucciso nello scontro.
Divorato dall'ira e dal senso di colpa per quanto accaduto al fratello, sfruttando il suo legame col Maggia Eric contatta il Riparatore, si fa costruire una falce ipertecnologica e giura vendetta al gruppo di eroi ribattezzandosi "Sinistro Mietitore".

### Sinistro Mietitore
Attaccata la base dei Vendicatori il Sinistro Mietitore riesce a neutralizzare Occhio di Falco, Golia e Wasp venendo tuttavia sconfitto grazie all'inaspettata comparsa di Pantera Nera; successivamente forma la Legione Mortale reclutando Laser Vivente, Power Man, l'Uomo Scimmia e Spadaccino assieme ai quali riesce a catturare quasi tutti i Vendicatori rinchiudendoli in un'enorme clessidra piena di gas venifico ma infine, affrontando Visione e rendendosi conto che possiede i tracciati cerebrali del fratello, si arrende poiché incapace di fargli del male; sottratto il corpo di Wonder Man, il Sinistro Mietitore inizia dunque a meditare di "resuscitare" il fratello trasferendovi la mente di Visione, scopo per il quale si allea con l'HYDRA e il Fantasma della Spazio venendo tuttavia nuovamente sconfitto dai Vendicatori e decidendo dunque di rivolgersi all'Artiglio Nero per resuscitare il fratello in forma di zombie ma nel momento in cui Wonder Man torna in vita rivelando di essere solo rimasto in una sorta di animazione sospesa mentre il suo corpo si adattava ai superpoteri, il Sinistro Mietitore inscena una sorta di grottesco "processo" per determinare chi tra lui e Visione sia il suo vero fratello e, per tanto, meriti di rimanere in vita, arrivando alla conclusione di doverli uccidere entrambi senza però riuscirci.
In uno scontro successivo coi Vendicatori, tentando di ricreare il fratello in forma di zombie, il Sinistro Mietitore precipita da una rupe e muore.

### Morto vivente
Rianimato come non morto da Nekra, il Sinistro Mietitore sviluppa comunque una sorta di coscienza che lo porta a credersi vivo, ragion per cui, dopo aver affrontato Magneto e Wonder Man rendendosi conto di essere uno zombie "muore" nuovamente per lo shock. Immortus rianima nuovamente il supercriminale arruolandolo nella sua Legione dei non-vivi, ma a seguito di un breve scontro Wonder Man, mosso a pietà, lo "uccide" rompendogli il collo; Nekra lo rianima dunque una seconda volta imponendogli di assorbire l'energia vitale di un essere umano ogni 24 ore per mantenersi "in vita" e il Sinistro Mietitore, fa quindi di lei la sua prima vittima per poi tentare senza successo di uccidere il fratello in due differenti occasioni decidendo infine di allearsi con Ultron, che fonde la sua mano destra e la sua falce incrementandone i poteri.

### Resurrezione
Riportato in vita grazie alla magia di Scarlet, nel momento in cui Ultron decide di crearsi una famiglia cattura a tale scopo sei individui: Henry Pym, Wasp, Visione, Scarlet, Wonder Man e il Sinistro Mietitore, che considera il primo legame umano mai avuto dopo suo "padre". Dopo essere riuscito a distrarre Ultron, il Sinistro Mietitore aiuta i compagni di prigionia a fuggire, pur dichiarando di farlo unicamente per avere maggiori possibilità di coprire la propria fuga.
Durante la guerra segreta di Fury a Latveria il Sinistro Mietitore è tra i molti supercriminali assoldati da Lucia von Bardas e, una volta sconfitto, viene rinchiuso nel supercarcere noto come Raft riuscendo a fuggire durante l'evasione di massa provocata da Electro ma venendo in seguito ricatturato da Capitan America e Cable durante la guerra civile dei superumani e preso in custodia dallo S.H.I.E.L.D. riuscendo però a evadere poco tempo dopo.
Con l'avvento del regno oscuro di Osborn il Sinistro Mietitore e Wonder Man accantonano le loro divergenze mettendosi alla guida di una nuova formazione della Legione Mortale con cui dichiarano guerra all'H.A.M.M.E.R. venendo però sconfitti e incarcerati entrambi nel Raft, dove un sicario di Osborn pugnala mortalmente il Mietitore.

### Ritorno
Resuscitato dal Re del Caos (Amatsu-Mikaboshi), il Sinistro Mietitore è uno dei supercriminali che affrontano la squadra dei "Vendicatori Morti" (Mar-Vell, Deathcry, Dottor Druido, Spadaccino, Visione e Calabrone) e, dopo la sconfitta di Amatsu-Mikaboshi, egli è il solo a non tornare nel regno dei morti e viene successivamente ucciso per errore da Rogue nel corso di uno scontro con la Avengers Unity Squad; salvo poi essere riportato in vita dai Gemelli di Apocalisse che ne fanno uno dei loro quattro Cavalieri della Morte (assieme a Banshee, Sentry e Daken) pur assistendo obbedientemente ai piani di distruzione globale dei due, dopo la loro sconfitta il Sinistro Mietitore fugge rimanendo latitante per diverso tempo finché, una notte, tenta di uccidere la famiglia di Visione in un impeto di gelosia finendo barbaramente assassinato dalla moglie sintetica del "fratello".

## Poteri e abilità
Il Sinistro Mietitore è un esperto combattente corpo a corpo e un abile stratega criminale, tuttavia la sua arma distintiva è una falce ipertecnologica ideata dal Riparatore e capace di ruotare tanto velocemente da poter essere impiegata come sega circolare, scudo antiproiettile e perfino elicottero improvvisato; l'arma è inoltre in grado di emettere energia elettromagnetica, cortine fumogene e una particolare frequenza cerebrale capace di indurre chi viene colpito in coma profondo o di risvegliarlo dal suddetto inoltre è stata successivamente fusa alla sua mano destra da Ultron.
A causa delle sue molte morti e resurrezioni, il Sinistro Mietitore ha sviluppato abilità soprannaturali quali una forza e un'agilità di gran lunga al di sopra di quelle di un comune essere umano, nonché la capacità di assorbire l'energia vitale altrui, che per un certo periodo è stata una sua necessità quotidiana. Il Sinistro Mietitore ha inoltre acquisito, nel corso degli anni, capacità di natura magica quali il teletrasporto, l'evocazione di demoni, la generazione di illusioni, la chiaroveggenza e soprattutto la negromanzia.

## Altre versioni

### Last Avengers Story
Nell'universo alternativo di The Last Avengers Story William Maximoff, figlio di Scarlet e Visione, diviene il nuovo "Sinistro Mietitore" e si allea con Ultron e Kang il Conquistatore per sconfiggere i Vendicatori.

### Terra X
Nella miniserie Terra X, Eric Williams compare nel regno dei morti.

### Vendicatori/JLA
Nel crossover Vendicatori/JLA, il Sinistro Mietitore è uno dei supercriminali guardiani della fortezza di Krona.

## Altri media

### Cinema
- Il Sinistro Mietitore ha un breve cameo nel film d'animazione Avengers Confidential: La Vedova Nera & Punisher.

### Televisione
- Il personaggio compare nella serie animata I Vendicatori.
- Nella serie Avengers - I più potenti eroi della Terra il Sinistro Mietitore è un avversario ricorrente.
- Il Sinistro Mietitore compare in un episodio di Iron Man: Armored Adventures.
- Il personaggio compare in Avengers Assemble.

### Videogiochi
- In Captain America and The Avengers il Sinistro Mietitore è un boss di fine livello.
- Il Sinistro Mietitore compare in Marvel: La Grande Alleanza 2.
- Il personaggio è un avversario del videogioco Marvel: Avengers Alliance
- Il Sinistro Mietitore è presente nel MMORPG Marvel Heroes.
- Il personaggio compare in LEGO Marvel's Avengers.